# Monténégro au Concours Eurovision de la chanson 2016
Le Monténégro est l'un des quarante-deux pays participants du Concours Eurovision de la chanson 2016, qui se déroule à Stockholm en Suède. Le pays est représenté par le groupe Highway et la chanson The Real Thing, sélectionnés en interne par le diffuseur monténégrin RTCG. Le pays termine 13e en demi-finale, recevant 60 points, un résultat qui ne lui permet pas de se qualifier en finale.

## Sélection
Le diffuseur monténégrin RTCG confirme sa participation 1er octobre 2015. Le groupe Highway est annoncé officiellement comme représentant du Monténégro le lendemain. Leur chanson The Real Thing est publiée le 4 mars 2016.

## À l'Eurovision
Le Monténégro participe à la première demi-finale, le 10 mai 2016. Arrivé à la 13e place avec 60 points, le pays ne s'est pas qualifié pour la finale.